# Omey Island
Omey Island (irisch Iomaí) ist eine beinahe quadratische Gezeiteninsel mit einem See in der Mitte. Sie liegt in der Nähe von Clifden und High Island, im Westen von Connemara im County Galway, in Irland. Bei Niedrigwasser ist es möglich auf einem markierten Weg über einen breiten Sandstrand auf die Insel zu gelangen.
St. Feichin von Sligo, der verschiedene Abteien gründete, einschließlich jene auf High Island (was archäologische Untersuchungen aber zeitlich nicht bestätigen), soll auch das Kloster auf Omey gegründet haben und hier 664 n. Chr. gestorben sein. In den 1990er Jahren untersuchte ein Archäologenteam das klösterliche Erbe der Insel. Die Ausgrabung erbrachte Einblicke in das frühe Klosterleben. Auf dem klösterlichen Friedhof fand sich eine von nur wenigen weiblichen Bestattungen. Im frühen 16. Jahrhundert haben sich hier die O’Tooles von Leinster unter dem Schutz des O’Flaherty-Clans niedergelassen, aber die Insel zu Zeiten Oliver Cromwells an die D’Arcys und die Browns verloren. Im frühen 19. Jahrhundert gehörten die Gemarkungen Cloon und Sturrakeen den Martins von Ballynahinch, während Cartoorbeg, Gooteen und Gooreenatinny den D’Arcys von Clifden gehörten.
Obwohl man über die Sandbank zur Insel gelangen kann, führte der Mangel an einer festen Verbindung und einer Schule dazu, Omey zu entvölkern. Die Bevölkerung hat sich seit dem frühen 19. Jahrhundert, als dort Hunderte von Menschen lebten, drastisch vermindert. 1988 gab es hier nur noch drei Haushalte. Der einzige Vollzeit-Bewohner war der ehemalige Stuntman und Ringer Pascal Whelan.
Die Insel blieb ein Ort der Verehrung des Heiligen Feichín mit einer heiligen Quelle und der alten Kirche.
John MacNeice (1866–1942), Bischof der Church of Ireland und bekannt für seine Opposition gegen den Ulster Covenant, ist auf Omey geboren und aufgewachsen.
2014 legten Stürme 6000 Jahre alte Wohnplätze an den westlichen und nördlichen Küsten frei.

Omey Island
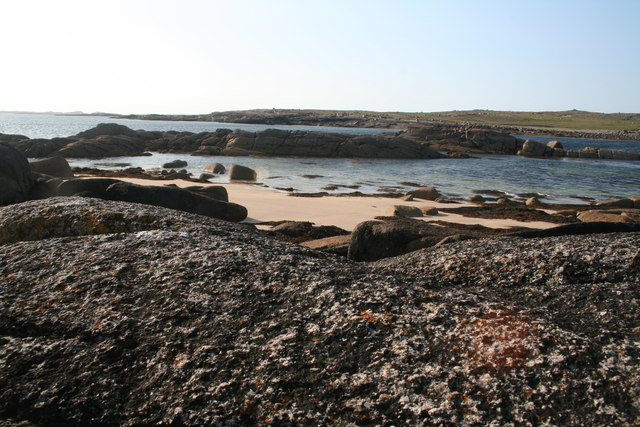
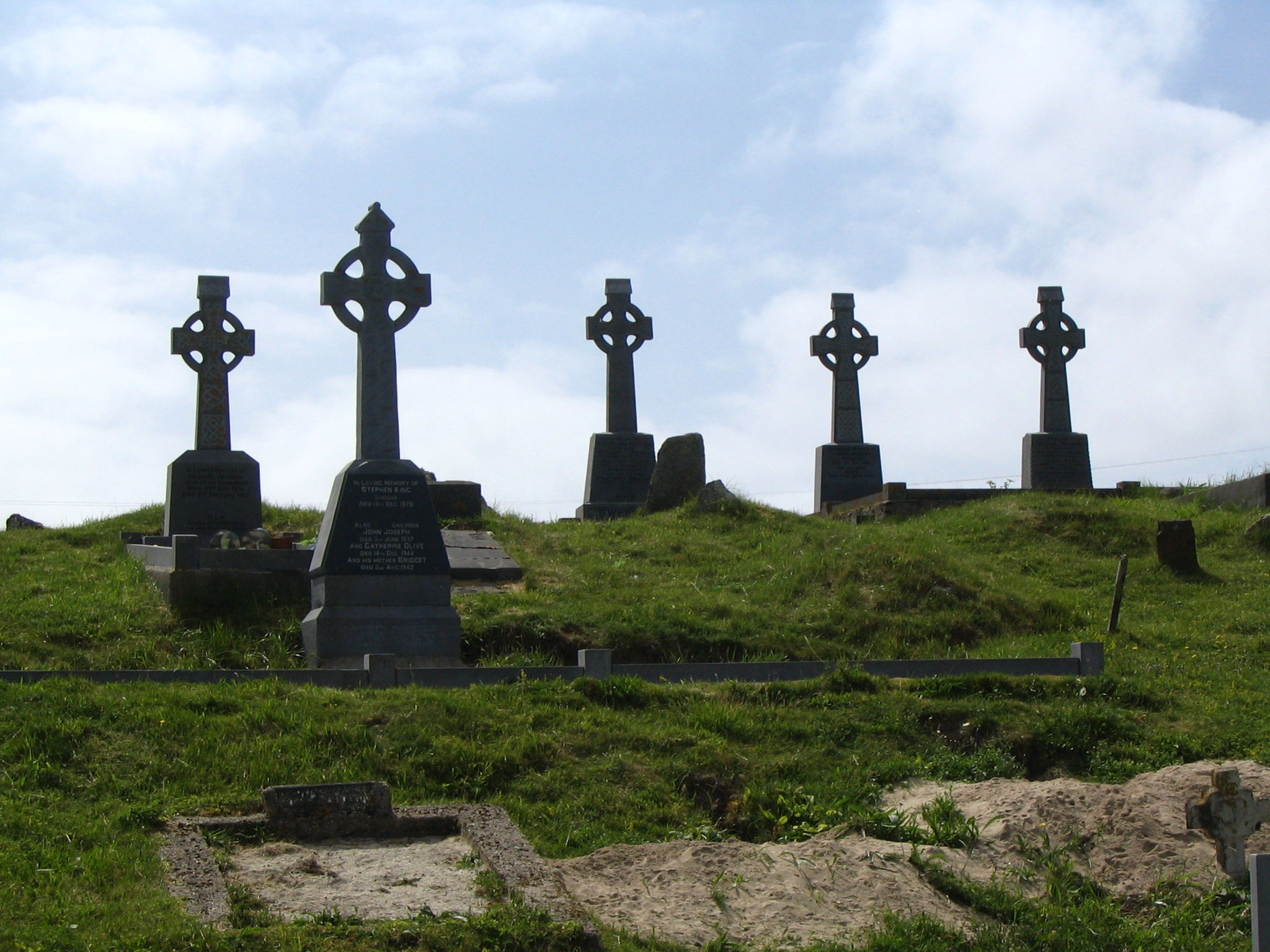
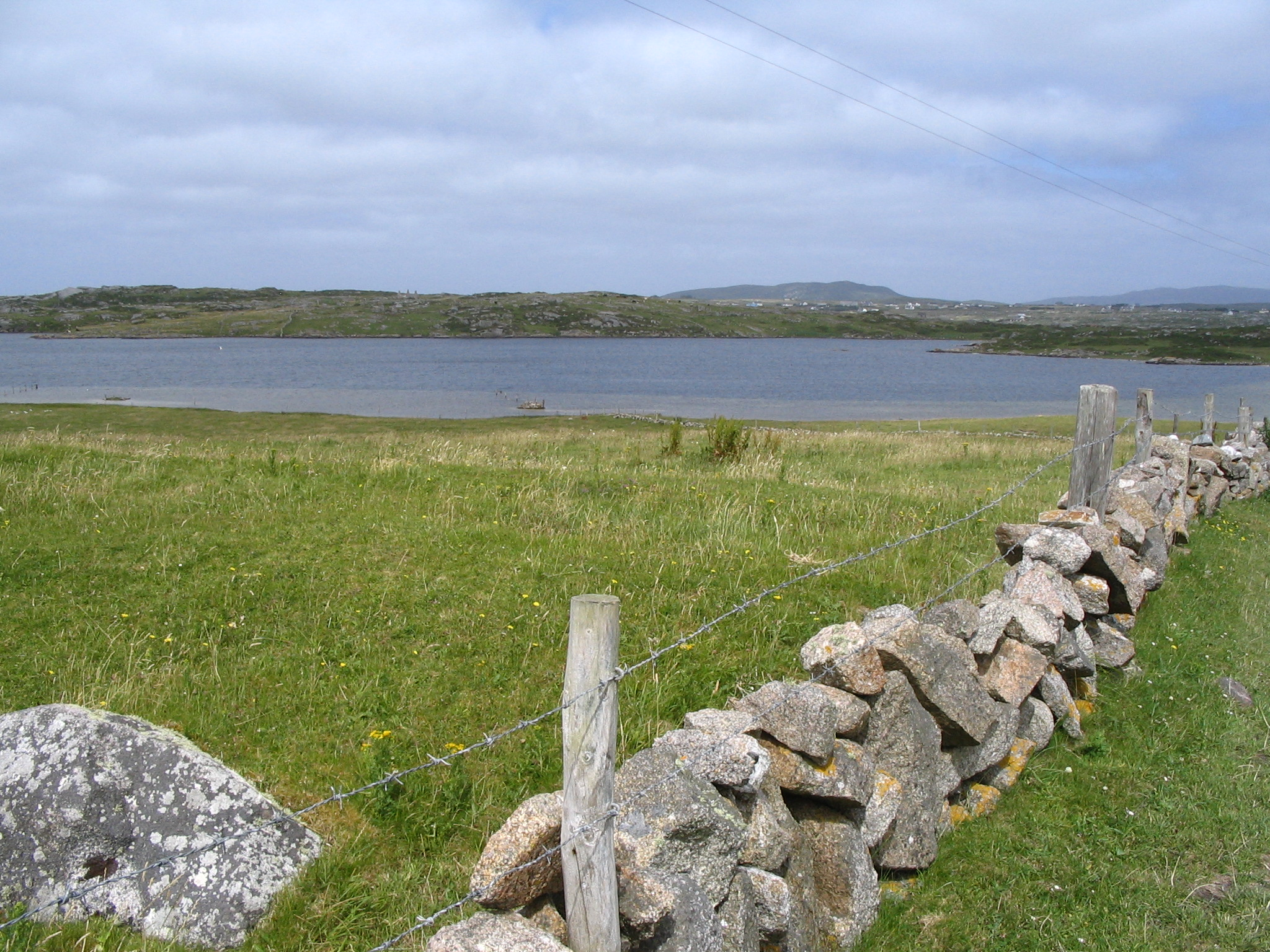